# Chapitre de Saint-Lambert

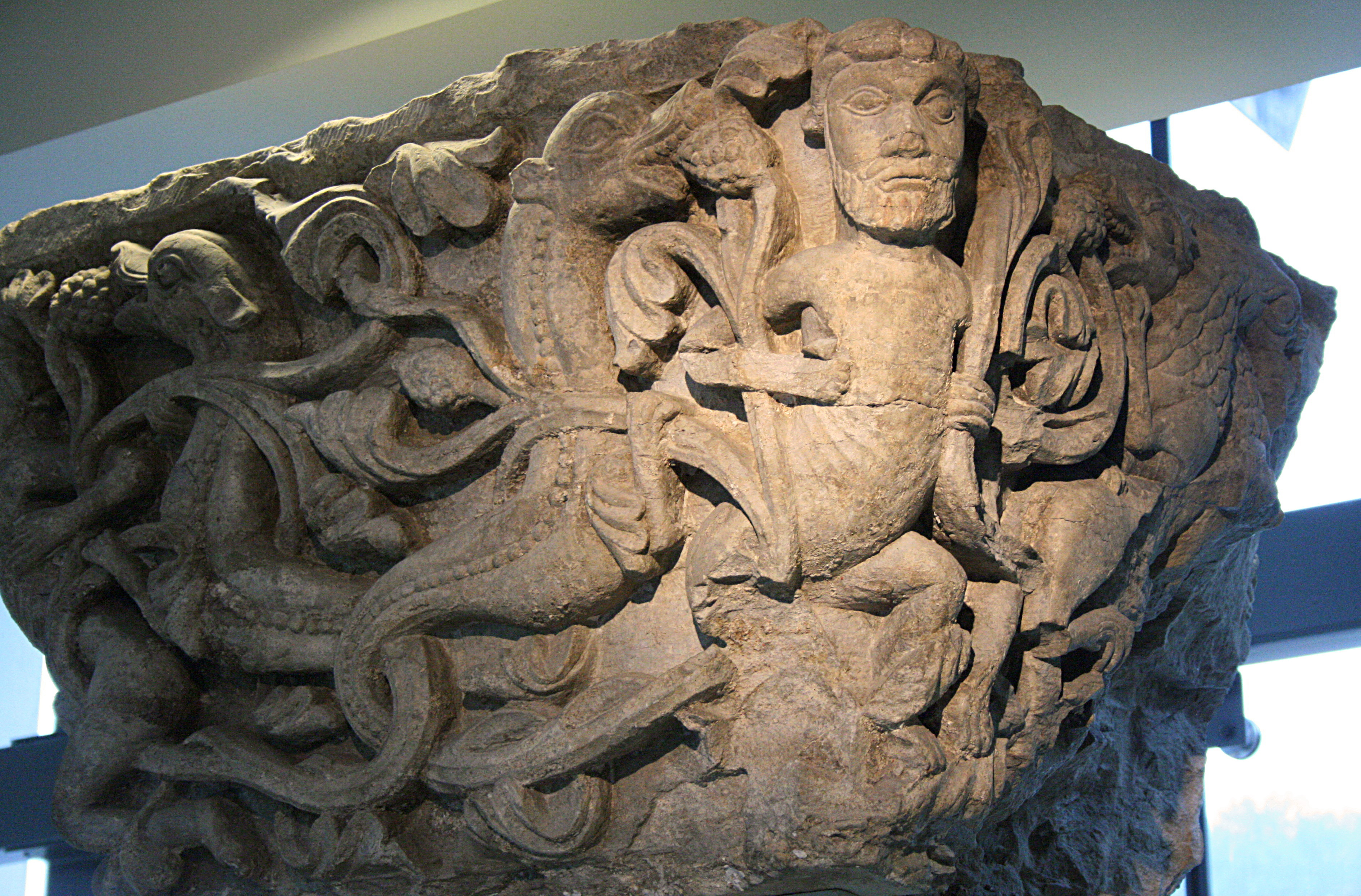
Chapiteau roman (vers 1180) provenant de la cathédrale Saint-Lambert à Liège (au Grand Curtius)

Le chapitre de Saint-Materne de la cathédrale Saint-Lambert de Liège est le seigneur tréfoncier des biens et le chapitre cathédral procède à l'élection de l'évêque de Liège dont le siège est à la cathédrale Notre-Dame-et-Saint-Lambert de Liège.

## Chapitres de Saint-Lambert
La cathédrale a eu deux chapitres spécialisés, celui de la Petite Table avant 1234 et celui de Saint-Materne qui avait été fondé par le doyen Gauthier de Chauvency dès le premier quart du XIIIe siècle, pour chanter les offices et psalmodier les heures.

### Chanoines
Les chanoines du chapitre de Saint-Lambert en sont les seigneurs tréfonciers, dès lors biens, droits et privilèges sont la propriété de l'église et non celle de l'évêque: l'évêque n'en est que l'usufruitier. Ils disposent chacun d'une stalle dans le chœur de la cathédrale, du droit de vote au chapitre et perçoivent une prébende.

### Le chapitre cathédral
Ils sont au nombre de soixante, 59 prébendes capitulaires et la dernière destinée à l'évêque, mais le pape et l'empereur peuvent également conférer quelques canonicats. À Liège, issus pour la plupart de lignages locaux, on est d'abord chanoine d'une des collégiales avant d'arriver à une sorte de consécration. D'autres sont nommés par l'évêque et sont à son service.
Conformément à plusieurs actes pontificaux, le chapitre cathédral procède à l'élection de l'évêque et désigne un mambour en cas de vacance du siège épiscopal. Après son élection, l'évêque fait un serment au chapitre qui est retranscrit dans les chartes de la cathédrale. Lors de ce serment, appelé capitulation, l'élu promet « d'être fidèle à l'Église et à la patrie, de respecter les lois du pays, de ne rien aliéner des possessions de l'évêché et de ne pas les inféoder de nouveau sans l'assentiment du chapitre, de poursuivre aussi la revendication des possessions perdues, de respecter les privilèges et coutumes de l'église de saint Lambert et, explicitement, d'observer la Paix de Fexhe. »
Ce serment est apparu probablement en 1281 à l'avènement de Jean de Flandre.

## Organisation
Le chapitre de Saint Lambert est dirigé, lorsqu'il eut acquis son organisation définitive, par les fonctionnaires suivants : 
1. Le prince-évêque de Liège
2. Le Prévôt de Saint Lambert ou Grand Prévôt qui était en même temps Archidiacre de Liège
3. Le Grand Doyen
4. L'Evêque suffragant
5. Le Grand Vicaire
6. L'Archidiacre de la Hesbaye
7. L'Archidiacre de la Campine
8. L'Archidiacre du Brabant
9. L'Archidiacre du Condroz
10. L'Archidiacre des Ardennes
11. L'Archidiacre de Famenne
12. L'Archidiacre du Hainaut
13. Le Grand Chantre
14. L'Écolâtre
15. Le Trésorier
16. Le Chancelier du Prince
17. L'Official du prince-évêque
18. L'Official du chapitre
19. Les quatorze Prévôts des églises collégiales de la ville et pays de Liège[8]
20. Vingt quatre abbés séculiers de la ville et de la principauté

## Patrimoine
Le chapitre possède des villages en alleu offerts par des monarques. Cela contraste avec les biens du prince-évêché, qui sont généralement entrés en possession du prince-évêque à la suite d'un conflit ou d'un héritage. Les villages libres jouissent d'une plus grande indépendance que les villages du prince-évêché, même s'ils étaient généralement également inclus dans la principauté.
- Attenhoven
- Broekom
- Heel (à partir de 1417 à Horne)
- Neeritter
- Velm
- Vucht
- Wonck et Houtain-Saint-Siméon

## Autres documents
En 1288, le chapitre de Saint-Lambert échange le domaine des Pépinides de Jupille contre la terre d'Amay appartenant au prince-évêque de Liège Gui de Dampierre, Jean II de Dampierre lui ayant confié sa charge.